# Gestreepte trechterzwam
De gestreepte trechterzwam (Clitocybe vibecina) is een veel voorkomende, oneetbare paddenstoel van het geslacht Clitocybe. Hij groeit vaak in ringen op naaldstrooisel, meestal laat in het jaar.

## Kenmerken
Hoed
De hoed heeft een diameter van 1 tot 5 cm. Het is omzoomd met een naar beneden gedraaide rand. De vorm is bij jonge paddenstoelen is platbol, dan plat en soms trechtervormig bij oudere exemplaren. Het oppervlak kaal tot licht plakkerig, grijsachtig tot bruin bij nat weer, vervagend tot witachtig als het droog is. Het centrum is bruinachtig grijs. 
Lamellen
De lamellen zijn grijs, vrij dik en een beetje aflopend. 
Steel
De steel is grijs tot wit.
Geur en smaak
Het vruchtvlees is waterig, grijs en ruikt ranzig. 
Sporenprint
De sporenprint is wit. 

### Microscopische kenmerken
De sporen zijn elliptisch van vorm, met een glad oppervlak, niet cyanofiel (kleuren niet sterk met katoenblauw) en meten 4,5–7,5 × 3–4,5 µm. Basidia viersporig, 20–31 × 5–7 µm. Cheilocystidia zijn afwezig. De hyfen zijn subparallel en 2–5 µm dik.

## Verspreiding
De gestreepte trechterzwam komt in Nederland zeer algemeen voor. Hij staat niet op de rode lijst en is niet bedreigd.

## Naam
Het Latijnse vibicina betekent "met striemen (vibices)" en lijkt de enigszins verhoogde strepen van de hoed te beschrijven.

## Soortgelijke soorten
De kleinsporige trechterzwam (Clitocybe ditopus) is groter, met een grijze hoed als hij vochtig is en wit als hij droog is.

## Foto's

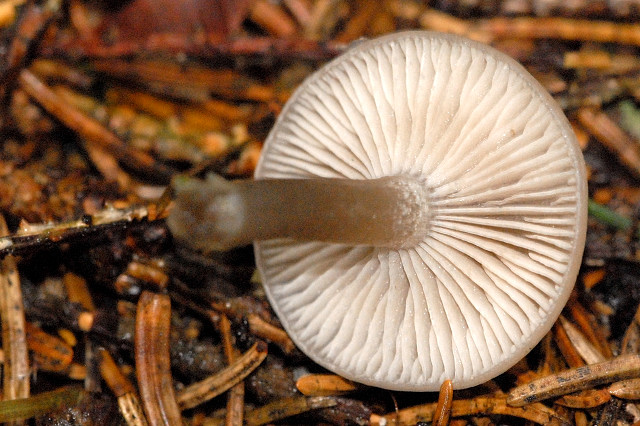
Lamellen
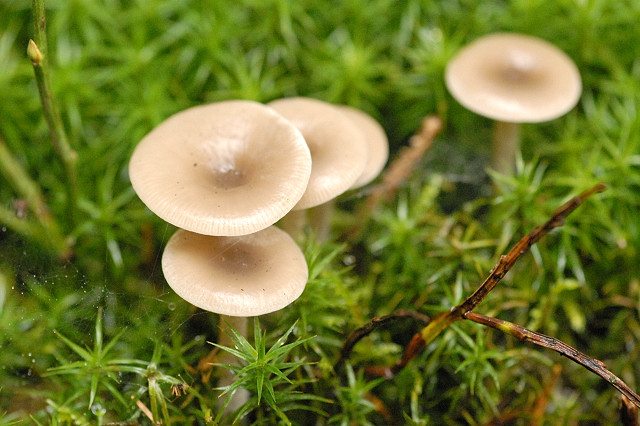
Groepje